# Abdoulaye Wade
Abdoulaye Wade (født 29. maj 1926 i Kébémer, Senegal) er en senegalesisk politiker der var landets tredje præsident fra 2000 til 2012. 
Wade, der har doktorgrader i jura og økonomi, blev valgt til præsident første gang i 2000 og har siden 1974 været leder af det regerende liberale parti, Parti Démocratique Sénégalais. Han har været opstillet til præsidentvalget tre gange, første gang i 1978. I flere årtier var han leder af landets opposition og har i den forbindelse både været fængslet og i frivilligt eksil. 
I 2001 blev der gennemført en ændring af landets forfatning, således at landets præsident sidder i en periode på fem år. 25. februar 2007 blev Abdoulaye Wade genvalgt for endnu en fem-årig periode. I 2012 stillede han op igen, men tabte valget til  Macky Sall fra partiet Alliance pour la république.
Flere menneskerettighedsorganisationer, bl.a. Amnesty International har kritiseret Wade for trusler mod journalister og oppositionen i landet.